# Jesper Kyd
Jesper Kyd (Hørsholm, 3. veljače 1972.) priznati je skladatelj glazbe za videoigre i filmove. On sastavlja i kombinira elemente dark ambienta, elektroničke te orkestralne glazbe. Dobitnik je brojnih nagrada, a kao tinejdžer bio je uspješan na sceni demoizvođača. Najpoznatiji je po glazbi za serijal Hitman.

## Životopis

### Rane godine
Jesper Kyd počeo je svirati klavir od malih nogu. Kasnije je pohađao tečajeve sviranja gitare, čitanja nota, pjevanja u zboru te klasičnih skladbi na klaviru.
No Kyda su uvijek više zanimala kompozicijska gledišta glazbe. Naime, kada je s 14 godina dobio Commodore 64, on mu je omogućio skladanje glazbe za scenu demoizvođača. Nekoliko godina kasnije dobio je i Amigu koja mu je omogućila skladanje koristeći sampleove. On i njegov dobar prijatelj te suradnik Mikael Balle postali su članovi demogrupe Silents DK, a nakon nekog su vremena počeli surađivati sa skupinom programera pod imenom Crionics, koja se kasnije pokazala ključna za Kydovu profesionalnu karijeru. Zajedno su napravili demoscensku produkciju Hardwired. Kyd je s Mikaelom Ballom skladao i prvi demo, Global Trash 2.

### Uspostavljanje karijere
Nakon dosadašnjeg uspjeha, Jesper Kyd odlučio je prekinuti s demoscenom te se usredotočiti na profesionalnu karijeru glazbenog skladatelja za igre. On i njegovi prijatelji s demoscene koji su sudjelovali u izradi Hardwireda osnovali su razvojni studio računalnih igara Zyrinx te krenuli na izradu igre Subterrania za Segu Genesis. Igra je postigla uspjeh, dok je njezina glazba dobila posebno priznanje - mnogi su je nazivali "Jednom od najboljih ikad" za ovu igraću konzolu.
S komercijalnim uspjehom igre, Jesper i ostatak tima preselili su se u Boston. Kyd je zatim skladao glazbu za dva naknadna Zyrinxova naslova: Red Zone i Scorcher, kao i za još dvije, vanjski izdane igre - Amok i The Adventures of Batman and Robin, prije nego što je njihov izdavač Scavenger bankrotirao, što je prisililo i Zyrinx da se raspadne.

### Nezavisni rad
Nakon davanja Zyrinxa u zakup, mnogi njegovi bivši članovi vratili su se u Dansku kako bi osnovali IO Interactive. Jesper Kyd se, međutim, odlučio preseliti u New York i osnovati svoj vlastiti studio u Manhattanu pod nazivom Nano studios. Pomoću svojih opsežnih veza u glazbenoj industriji, našao je svoj uspjeh kao nezavisan skladatelj glazbe za igre - nešto što i nije bilo lako ostvariti. Također je planirao skladati glazbu za nadolazeće igre IO Interactivea.

### Prijelaz u sadašnjost
Prava slava Jespera Kyda stigla je, kako on tvrdi, s izdavanjem MDK2: Armageddona, Messiah te  Hitman: Codename 47 (IO Interactive). Sve su to bile prilično poznate igre, s Hitmanom kao jednom od tada najpopularnijih. Soundtrack Hitman: Codename 47 temeljio se na urbanim atmosferama i etničkom instrumentacijom. Odmah je izazvao pozornost brojnih časopisa. Mp3.com izjavio je da je glazba Hitmana "Nedvojbeno jedna od najboljih skladbi za igre do sada".
Njegov sljedeći veliki korak bio je snimanje soundtracka za Hitman 2: Silent Assassin. Soundtrack je bio sniman pomoću 110 glazbenika iz Budimpeštanskoga simfonijskog orkestra i zbora. "Glazba visokobudžetnih akcijskih filmova neće vas taknuti kao glazba Hitmana 2", rekao je IGN.
Kydov sljedeći soundtrack sadržavao je herojsku i vrlo atmosferičnu glazbu za epsku akcijsku avanturu Freedom Fighters. Ovaj ga je soundtrack potvrdio kao vodećeg i inovativnog skladatelja vrhunske kvalitete u svijetu igara. Dobio je nagrade za najbolju primjenu glazbe te najbolju i originalnu vokalnu zborsku pjesmu, a GameSpot je nagradio taj soundtrack kao najbolju glazbu godine.
Jedinstvena mješavina elektroničke glazbe i simfonijskih te zborskih dijelova posebnoga ugođaja u sljedećoj igri, Hitman: Contracts, ostvarila je međunarodno priznanje kao jedna od zaista novih i jedinstvenih soundtrackova. Britanska akademija filmske i televizijske umjetnosti nagradila je taj soundtrack kao najbolju originalnu glazbu na BAFTA Games Awards 2005. godine. EQ Magazine rekao je: "Mnogi su pokušali pretvoriti glazbu videoigre u glazbeno iskustvo, ali rijetki su ga uspjeli stvoriti suvislim i zadovoljavajućim - a jedan je od njih bio Jesper Kyd."
Ostali rad Jespera Kyda obuhvaća moderni soundtrack igre Robotech: Invasion, soundtrack Tom Clancy's Splinter Cell: Chaos Theory te soundtrack Hitman: Blood Money, koju obilježava bombastična orkestralna i zborska kompozicija snimljena pomoću 150 glazbenika Budimpeštanskog simfonijskog orkestra te Mađarskog radio-zbora, s dodatnom elektroničkom glazbom. Noviji Kydov rad jesu soundtrackovi novoizašlih igara The Chronicles Of Spellborn i Unreal Tournament 3.
Jesper Kyd trenutno živi u Los Angelesu i radi svoj vlastiti album, Deftronic - album kinematičko-elektroničke vrste, kako ga opisuju. Producira ga Jesper, a koproducira Jeff Blenkinsopp, koji je radio s Pink Floydom, The Who, ELP-om i Vangelisom.
Kyd smatra da se praznina između veličanstvene filmske glazbe i sporedne glazbe igara popunjuje te pokušava dokazati da glazba za igre može biti jednako epska kao i jedna dobra filmska skladba.

## Glazba

### Igre
- 2015. - Hitman Announcement
- 2012. - Darksiders II
- 2012. - Heroes and Generals
- 2012. - Soul Calibur 5
- 2011. - Forza Motorsport 4
- 2011. - Assassin's Creed: Revelations (s Lorneom Balfeom)
- 2010. - Assassin's Creed Brotherhood
- 2009. - Assassin's Creed II
- 2008. - The Chronicles of Spellborn
- 2008. - The Club
- 2007. - Assassin's Creed
- 2007. - Unreal Tournament 3
- 2007. - Kane & Lynch: Dead Men
- 2006. - Hitman: Blood Money
- 2006. - Splinter Cell: Chaos Theory (sekvence)
- 2006. - Gears of War (koncept)
- 2004. - Dance Dance Revolution ULTRAMIX 2 (remixevi .59, Istanbul café, i Red Room)
- 2004. - Robotech: Invasion
- 2004. - Hitman: Contracts
- 2004. - McFarlane's Evil Prophecy
- 2003. - Freedom Fighters
- 2003. - Brute Force
- 2002. - Hitman 2: Silent Assassin
- 2002. - Minority Report: Everybody Runs
- 2001. - Shattered Galaxy
- 2001. - The Nations: Alien Nations 2
- 2000. - Hitman: Codename 47
- 2000. - Messiah
- 2000. - MDK2
- 2000. - Soldier
- 1999. - Time Tremors
- 1996. - Scorcher
- 1996. - Amok
- 1995. - Adventures of Batman and Robin
- 1994. - Red Zone
- 1993. - Subterrania
- 1993. - AWS Pro Moves Soccer
- 1989. - USS John Young

### Filmovi
- 2008. - Staunton Hill
- 2008. - Year Zero
- 2007. - La Passion de Jeanne d'Arc (1928., nova skladba)
- 2006. - Sweet Insanity
- 2003. - Night All Day
- 2002. - Pure
- 2002. - Death of a Saleswoman

### Kratki filmovi
- 2006. - Virus
- 2006. - Impulse
- 2003. - Cycle
- 2002. - Pure
- 2002. - Paper Plane Man
- 2002. - Day Pass
- 2001. - Going with Neill
- 2001. - The Lion Tamer
- 2000. - Organizm

## Vanjske poveznice
- Službene stranice Jespera Kyda
- Amiga Music Preservation - Jesper Kyd
- Crionics & Silents - Hardwired (main)
- Assassin's Creed - IGN-ov Intervju s Jesperom Kydom  Arhivirana inačica izvorne stranice od 21. veljače 2009. (Wayback Machine)